# Gabrška Gora
Gabrška Gora este o localitate din comuna Škofja Loka, Slovenia, cu o populație de 60 de locuitori.